# Gai Octavi (cavaller)
Gai Octavi (llatí: Gaius Octavius) va ser un cavaller romà del segle iii aC. Era fill del qüestor de l'any 230 aC Gneu Octavi Rufus i germà de Gneu Octavi, pretor l'any 205 aC. Formava part de la gens Octàvia i va ser rebesavi de l'emperador August.
Va ser sempre un simple cavaller que mai va voler tenir cap càrrec destacat dins les magistratures de l'estat romà, però probablement va ocupar algunes magistratures de caràcter local. Era el pare de Gai Octavi, tribú militar.